# 丸干し

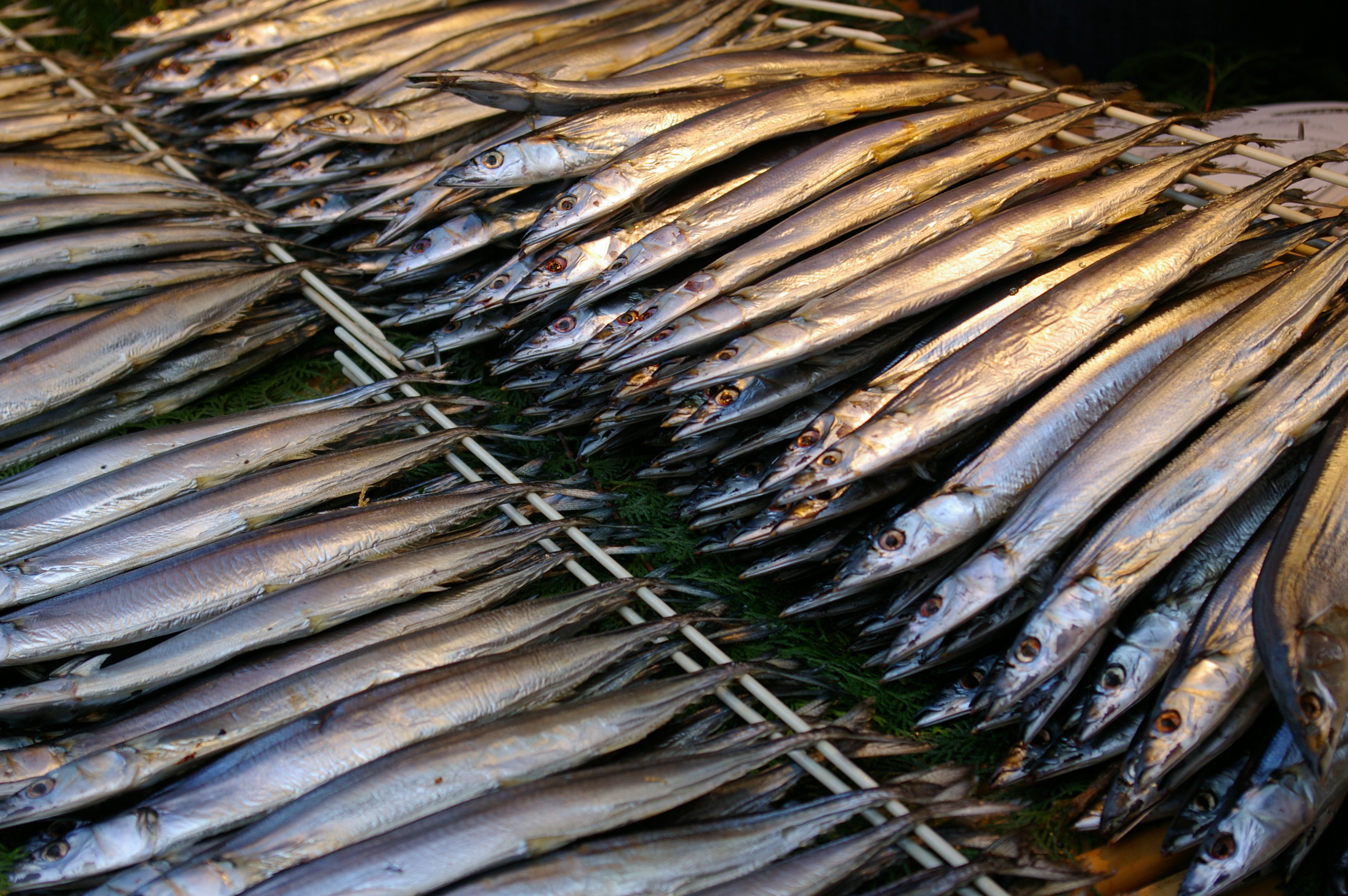
サンマの丸干し

丸干し（まるぼし）とは、干物の一種。

## 概要
魚などを開いたりせず、そのまま天日干しや機械乾燥などで乾燥させたものを指す。
イワシやサンマおよびそれらの稚魚、イカ、小アジ、カレイ、カマスなど、比較的小型の魚が適し、乾燥によって保存性や食味を増減する為に多く行われている加工法でもある。生干しと比べて、魚の脂の味が強く感じられるため、好みが分かれやすい。
内臓
内臓に含まれる栄養分をほぼそのまま摂取できる利点がある一方、生物濃縮された重金属を体内に取り込む可能性もある。